# Drei (film)
Drei è un film del 2010 diretto da Tom Tykwer.